# 1905 год
1905 (ты́сяча девятьсо́т пя́тый) год  по григорианскому календарю — невисокосный год, начинающийся в воскресенье. Это 1905 год нашей эры, 5‑й год 1‑го десятилетия XX века 2‑го тысячелетия, 6‑й год 1900‑х годов. Он закончился 120 лет назад.
| Пн | Вт | Ср | Чт | Пт | Сб | Вс |
|    |    |    |    |    |    | 1  |
| 2  | 3  | 4  | 5  | 6  | 7  | 8  |
| 9  | 10 | 11 | 12 | 13 | 14 | 15 |
| 16 | 17 | 18 | 19 | 20 | 21 | 22 |
| 23 | 24 | 25 | 26 | 27 | 28 | 29 |
| 30 | 31 |    |    |    |    |    |

| Пн | Вт | Ср | Чт | Пт | Сб | Вс |
|    |    | 1  | 2  | 3  | 4  | 5  |
| 6  | 7  | 8  | 9  | 10 | 11 | 12 |
| 13 | 14 | 15 | 16 | 17 | 18 | 19 |
| 20 | 21 | 22 | 23 | 24 | 25 | 26 |
| 27 | 28 |    |    |    |    |    |

| Пн | Вт | Ср | Чт | Пт | Сб | Вс |
|    |    | 1  | 2  | 3  | 4  | 5  |
| 6  | 7  | 8  | 9  | 10 | 11 | 12 |
| 13 | 14 | 15 | 16 | 17 | 18 | 19 |
| 20 | 21 | 22 | 23 | 24 | 25 | 26 |
| 27 | 28 | 29 | 30 | 31 |    |    |

| Пн | Вт | Ср | Чт | Пт | Сб | Вс |
|    |    |    |    |    | 1  | 2  |
| 3  | 4  | 5  | 6  | 7  | 8  | 9  |
| 10 | 11 | 12 | 13 | 14 | 15 | 16 |
| 17 | 18 | 19 | 20 | 21 | 22 | 23 |
| 24 | 25 | 26 | 27 | 28 | 29 | 30 |

| Пн | Вт | Ср | Чт | Пт | Сб | Вс |
| 1  | 2  | 3  | 4  | 5  | 6  | 7  |
| 8  | 9  | 10 | 11 | 12 | 13 | 14 |
| 15 | 16 | 17 | 18 | 19 | 20 | 21 |
| 22 | 23 | 24 | 25 | 26 | 27 | 28 |
| 29 | 30 | 31 |    |    |    |    |

| Пн | Вт | Ср | Чт | Пт | Сб | Вс |
|    |    |    | 1  | 2  | 3  | 4  |
| 5  | 6  | 7  | 8  | 9  | 10 | 11 |
| 12 | 13 | 14 | 15 | 16 | 17 | 18 |
| 19 | 20 | 21 | 22 | 23 | 24 | 25 |
| 26 | 27 | 28 | 29 | 30 |    |    |

| Пн | Вт | Ср | Чт | Пт | Сб | Вс |
|    |    |    |    |    | 1  | 2  |
| 3  | 4  | 5  | 6  | 7  | 8  | 9  |
| 10 | 11 | 12 | 13 | 14 | 15 | 16 |
| 17 | 18 | 19 | 20 | 21 | 22 | 23 |
| 24 | 25 | 26 | 27 | 28 | 29 | 30 |
| 31 |    |    |    |    |    |    |

| Пн | Вт | Ср | Чт | Пт | Сб | Вс |
|    | 1  | 2  | 3  | 4  | 5  | 6  |
| 7  | 8  | 9  | 10 | 11 | 12 | 13 |
| 14 | 15 | 16 | 17 | 18 | 19 | 20 |
| 21 | 22 | 23 | 24 | 25 | 26 | 27 |
| 28 | 29 | 30 | 31 |    |    |    |

| Пн | Вт | Ср | Чт | Пт | Сб | Вс |
|    |    |    |    | 1  | 2  | 3  |
| 4  | 5  | 6  | 7  | 8  | 9  | 10 |
| 11 | 12 | 13 | 14 | 15 | 16 | 17 |
| 18 | 19 | 20 | 21 | 22 | 23 | 24 |
| 25 | 26 | 27 | 28 | 29 | 30 |    |

| Пн | Вт | Ср | Чт | Пт | Сб | Вс |
|    |    |    |    |    |    | 1  |
| 2  | 3  | 4  | 5  | 6  | 7  | 8  |
| 9  | 10 | 11 | 12 | 13 | 14 | 15 |
| 16 | 17 | 18 | 19 | 20 | 21 | 22 |
| 23 | 24 | 25 | 26 | 27 | 28 | 29 |
| 30 | 31 |    |    |    |    |    |

| Пн | Вт | Ср | Чт | Пт | Сб | Вс |
|    |    | 1  | 2  | 3  | 4  | 5  |
| 6  | 7  | 8  | 9  | 10 | 11 | 12 |
| 13 | 14 | 15 | 16 | 17 | 18 | 19 |
| 20 | 21 | 22 | 23 | 24 | 25 | 26 |
| 27 | 28 | 29 | 30 |    |    |    |

| Пн | Вт | Ср | Чт | Пт | Сб | Вс |
|    |    |    |    | 1  | 2  | 3  |
| 4  | 5  | 6  | 7  | 8  | 9  | 10 |
| 11 | 12 | 13 | 14 | 15 | 16 | 17 |
| 18 | 19 | 20 | 21 | 22 | 23 | 24 |
| 25 | 26 | 27 | 28 | 29 | 30 | 31 |

## События

### Январь
- 1 января — на заводе «Алагир» во Владикавказе получен первый в России цинк.
- 2 января — окончание обороны Порт-Артура, крепость сдана японской стороне по решению коменданта Стесселя.
- 17 января — началась забастовка на заводах и в механических мастерских Баку. Прекращена 2 февраля[1].
- 22 января — «Кровавое воскресенье», начало Первой русской революции.
- 25 января — в Риге началась всеобщая забастовка[2].

### Февраль
- 2 февраля — в Санкт-Петербурге обрушился Египетский мост через Фонтанку во время прохождения по нему эскадрона гвардейской кавалерии.
- 8 февраля — начались забастовки в Баку, Елизаветполе и в других городах на территории нынешнего Азербайджана[1].
- 17 февраля — в Москве эсером Иваном Каляевым убит великий князь Сергей Александрович.
- 19 февраля — начались трёхдневные межнациональные столкновения в Баку[1].

### Март
- 18 февраля [3 марта] — манифест российского императора Николая II с призывом к правительственным учреждениям и «благомыслящим людям всех сословий и состояний» содействовать правительству в одолении врага внешнего и в искоренении «крамолы» внутри страны[3]; также Высочайший Указ Сенату, в котором впервые выразилось стремление обновить государственный строй, путем облегчения «всем верноподданным» возможности непосредственно «быть услышанными» Верховною властью; а также Высочайший рескрипт министру внутренних дел А.Г.Булыгину с выражением намерения привлечь «достойнейших, доверием народа облечённых, избранных от населения людей к участию в предварительной разработке и обсуждении законодательных предположений». На основании рескрипта комиссия министра внутренних дел А. Г. Булыгина начала разработку положения о Государственной Думе[4].
- 4 марта — в США Теодор Рузвельт вступил в должность президента на второй срок.
- 10 марта — основан английский футбольный клуб «Челси».
- 21 марта — в Кабуле заключён англо-афганский договор, по которому эмир Хабибулла-хан обязался соблюдать договоры, заключённые его отцом, эмиром Абдуррахманом[5].

### Апрель
- 17 [30] апреля — российский император Николай II дал Указ об укреплении начал веротерпимости. В нём впервые в истории России декларируется свобода вероисповедания и свобода смены религиозной конфессии для христиан.

### Май
- 27—28 мая — Цусимское сражение русской и японской эскадры, полный разгром российской 2-й Тихоокеанской эскадры.
- 15 мая — основан город Лас-Вегас (Невада, США).
- 23 мая — началась четырёхдневная политическая стачка рабочих Баку[1].

### Июнь
- 7 июня — Норвегия расторгла личную унию со Швецией и провозгласила себя самостоятельным государством[6].
- 16 июня — расстрел мирной демонстрации рабочих во время стачки на реке Талка в Иваново-Вознесенске.
- 21—24 июня — восстание в г. Лодзь в Царстве Польском[7].
- 27 июня — восстание матросов на броненосце «Потёмкин».

### Июль
- 5 июля — отставка премьер-министра Австралии Джорджа Рида. К власти возвращается протекционист Альфред Дикин[8].
- 8 июля — завершение восстания на броненосце «Потёмкин». Восставшие моряки в Констанце передали броненосец румынским властям, а сами сошли на берег как политэмигранты.
- 9 июля — всеобщая забастовка в Латвии[2].
- 21 июля — началась десятидневная забастовка моряков Каспийского торгового флота и рабочих судоремонтных мастерских[1].
- 29 июля — Соглашение между США и Японией (Соглашение Тафта — Кацура).
- 30 июля — началась десятидневная забастовка на нефтяных промыслах и в механических мастерских Баку[1].

### Август
- 6 августа — Курляндская губерния объявлена на военном положении[2].
- 13 августа — референдум[англ.] в Норвегии о расторжении унии со Швецией. Абсолютное большинство проголосовало за расторжение унии.
- 6 [19] августа — Манифест 6 августа 1905 года о созыве Думы как высшего законосовещательного представительного органа Российской империи (Булыгинская дума). Дискриминационные условия формирования Думы вызвали общественный протест; выборы в Думу по предусмотренному манифестом проекту не состоялись.
- 27 августа — 5-й Университетский устав, восстановивший университетскую автономию.
- 31 августа — в шведском городе Карлстад начались переговоры между Норвегией и Швецией по вопросу о расторжении шведско-норвежской унии[6].

### Сентябрь
- 5 сентября — заключён Портсмутский мир с Японией, конец русско-японской войны.
- 7 сентября — отряд дружинников нападает на центральную тюрьму Риги и освобождает приговорённых к смерти членов Латышской социал-демократической рабочей партии[2].
- 12 сентября — русский профессор В. Мантейфель провёл первую хирургическую операцию по извлечению пули из сердца.
- 23 сентября — в шведском городе Карлстад парафированием Карлстадского соглашения закончились переговоры между Норвегией и Швецией по вопросу о расторжении шведско-норвежской унии[6].

### Октябрь
- 7 октября — начало всеобщей политической стачки в России, бастуют даже Госбанк и министерства.
- 9 октября — стортинг Норвегии одобрил Карлстадские соглашения о разрыве шведско-норвежской унии[6].
- 12 октября — началась всеобщая забастовка в Латвии[2].
- 13 октября — риксдаг Швеции одобрил Карлстадские соглашения о разрыве шведско-норвежской унии[6].
- 14 октября — на конференции, названной впоследствии Первой Генеральной конференцией ФАИ, основана Международная федерация аэронавтики (ФАИ).
- 19 октября — в России впервые создано объединённое правительство — Совет министров — во главе с С. Ю. Витте.
- 26 октября
  - Создан Петроградский Совет рабочих депутатов[9].
  - Подписаны Карлстадские соглашения о разрыве шведско-норвежской унии, определившее независимость Норвегии и целостность её территории[6].
- 28 октября — началась двухнедельная стачка железнодорожников Закавказья[1].
- 29 октября
  - Принята в постоянную эксплуатацию Кругобайкальская железная дорога.
  - В Германской Юго-Западной Африке под Фальграсом погиб руководитель восстания племён гереро и нама Хендрик Витбоой, после чего неорганизованное сопротивление в колонии продолжалось до 1907 года[10].
- 30 октября
  - издан царский манифест, вводящий гражданские свободы, расширяющий представительство в Думу и провозглашавший её законодательным органом, в России впервые ограничивается монархическая власть в пользу подданных.
  - демонстрация солдат и матросов во Владивостоке. На следующий день в городе началось восстание[11].
- 31 октября — провозглашена Марковская республика.

### Ноябрь
- 3 ноября — в России объявлена политическая амнистия[12].
- 4 ноября — издан указ об автономии Финляндии[12].
- 6 ноября
  - Возникла организация Союз русского народа.
  - Приморье и город Владивосток объявлены на военном положении[11].
- 8 ноября — Николай Коротков на конференции в Военно-медицинской академии изложил открытый им звуковой метод измерения кровяного давления, по сей день используемый во всём мире.
- 12—26 ноября — существует Старобуянская республика.
- 16 ноября — издан царский манифест об уменьшении наполовину выкупных платежей за землю и полном прекращении их взимания с 1 января 1907 года[12].
- 17 ноября — подписан договор о протекторате Японии над Кореей. Власть в Корее перешла к японскому Генеральному резиденту[13].
- 24—29 ноября — восстание в Севастополе под руководством лейтенанта Шмидта.

### Декабрь
- 4 декабря — создан Московский Совет рабочих депутатов[9].
- 6 декабря
  - Провозглашена Красноярская республика[14].
  - Во Владивостоке избран Исполнительный комитет нижних чинов Владивостокского гарнизона[11].
- 7 декабря — Эдуард Зирм осуществил первую успешную пересадку роговицы человеку.
- 8 декабря — образован Совет рабочих депутатов в Баку[1].
- 12—25 декабря — существует Новороссийская республика.
- 20—31 декабря — вооружённое восстание в Москве, пик революции 1905—1907 годов, подавлено Семёновским гвардейским полком.
- 23 декабря — 8 января 1906 — всеобщая политическая забастовка железнодорожников Закавказья[1].
- 25 декабря — демонстрация и митинг солдат гарнизона Баку[1].
- 27 декабря — 4 января 1906 — всеобщая политическая забастовка на заводах и промыслах Баку[1].

### Без точных дат
- В Мельбурне впервые проведён «Чемпионат Австралазии» по теннису, который впоследствии стал называться Открытым чемпионатом Австралии.
- Сунь Ятсен основал в Японии революционную Союзную лигу (Тунмэнхой).
- Дебют С. И. Маслюкова (1891—1947), российского артиста цирка и эстрады.

## Родились
См. также: Категория:Родившиеся в 1905 году
- январь — Курбанов, Мамадали Курбанович, советский партийный и государственный деятель, председатель СНК — Совета Министров Таджикской ССР (1937—1946) (ум.14 мая 1976)
- 6 января
  - Казис Борута, литовский писатель (ум. в 1965).
  - Эрик Рассел, английский писатель-фантаст (ум. в 1978).
- 2 февраля — Айн Рэнд, американская писательница и философ (ум. 1982).
- 14 февраля — Михаил Семёнович Копейкин, советский живописец, график и педагог (ум. 1983).
- 17 марта — Алексей Адамович Горегляд, организатор промышленности, советский государственный деятель (ум. в 1986).
- 19 марта — Альберт Шпеер, немецкий государственный деятель, личный архитектор Гитлера, рейхсминистр вооружений и военной промышленности нацистской Германии в 1942—1945 гг. (ум. в 1981)
- 16 апреля — Людвиг Фишер, немецкий политический деятель, губернатор дистрикта Варшава в оккупированной Польше, казнённый военный преступник. (ум. в 1947)
- 19 апреля — Джим Моллисон, шотландский лётчик, пионер авиации (ум. в 1959).
- 30 апреля — Сергей Михайлович Никольский, математик, трижды лауреат Государственной премии. В 1972 году избран академиком АН СССР. Своим членом его также избрали Американское математическое общество, Венгерская и Польская академии наук. Прожил 107 лет (30.4.1905 — 9.11.2012), являясь старейшим из когда-либо живших членов РАН и её предшественников (СПбАН, АН СССР).
- 10 мая — Александр Алексеевич Ефимов, советский живописец (ум. 1964).
- 11 мая — Елена Александровна Иванова-Эберлинг, советская художница, живописец (ум. 1971).
- 24 мая — Михаил Шолохов, советский писатель (ум. в 1984).
- 3 июня — Мартин Готтфрид Вайс, оберштурмбаннфюрер СС, комендант концлагерей Дахау, Майданек и Нойенгамме (ум. в 1946 году).
- 16 июня — Александр Израилевич Сегал, советский живописец, театральный художник и педагог (ум. в 1971).
- 21 июня — Жан-Поль Сартр, французский философ и писатель (ум. в 1980).
- 3 июля — Фридрих Хартьенштайн, оберштурмбаннфюрер СС, комендант концлагеря Нацвейлер-Штрутгоф (ум. в 1954).
- 11 июля — Вальтер Айсфельд, штурмбаннфюрер СС, комендант концлагерей Заксенхаузен и Нойенгамме (ум. в 1940).
- 25 июля — Элиас Канетти, австрийский писатель, лауреат Нобелевской премии по литературе (1981).
- 29 июля — Даг Хаммаршельд, второй Генеральный секретарь Организации Объединённых Наций (ум. в 1961).
- 5 августа — Василий Леонтьев, выдающийся американский учёный-экономист русского происхождения, лауреат Нобелевской премии по экономике (1973) (ум. в 1999).
- 13 августа — Франц Цирайс, штандартенфюрер СС, комендант концлагеря Маутхаузен (ум. в 1945).
- 8 ноября — Михаил Понятов, советский живописец (ум. в 1986).
- 21 ноября — Михаил Иосифович Горлаченко — советский военный деятель, Генерал-майор авиации (ум. 1976).
- 17 декабря — Симо Хяюхя — финский снайпер, один из самых результативных снайперов в истории (ум. в 2002)
- 22 декабря — Стасис Англицкис, литовский поэт (ум. в 1999).
- 24 декабря — Говард Хьюз, американский предприниматель, инженер, пионер авиации, режиссёр, продюсер (ум. в 1976).
- 30 декабря — Даниил Иванович Хармс, советский писатель и поэт, участник литературного объединения ОБЭРИУ (ум. 1942).

## Скончались
См. также: Категория:Умершие в 1905 году
- 19 февраля — Яков Оттонович Наркевич-Иодко, белорусский учёный-естествоиспытатель, врач, изобретатель электрографии и беспроволочной передачи электрических сигналов, профессор электрографии и магнетизма (род. 1848).
- 24 марта — Жюль Верн, французский писатель-фантаст (род. 1828).
- 22 февраля — Аугусто Франкетти, итальянский историк, литературовед, переводчик и юрист (род. 1840).
- 18 августа — Константин Константинович Абаза, русский военный историк и писатель.
- 31 октября — Николай Эрнестович Бауман, профессиональный революционер, деятель большевистской партии.
- 11 мая — Дмитрий Густавович фон Фелькерзам, русский контр-адмирал, командующий броненосным отрядом Второй Тихоокеанской эскадры.
- 17 ноября — Вильгельм Август Адольф, герцог Нассау в 1839—1866 годах, великий герцог Люксембургский в 1890—1902 годах (род. 1817).

## Нобелевские премии
- Физика — Филипп Эдуард Антон фон Ленард — «За исследовательские работы по катодным лучам».
- Химия — Иоанн Фридрих Вильгельм Адольф фон Байер
- Медицина и физиология — Роберт Кох
- Литература — Генрих Сенкевич — «За выдающиеся заслуги в области эпоса».
- Премия мира — Берта София Фелисита фон Зуттнер